# جاناتان مازا
جاناتان مازا (انگلیسی: Jonathan Maza؛ زادهٔ ۱ اکتبر ۱۹۹۸) بازیکن فوتبال اهل آرژانتین است.